# 贵州鼠李
贵州鼠李（学名：Rhamnus esquirolii），为鼠李科鼠李属下的一个植物变种。